# Pol Arias i Dourdet
Pol Arias i Dourdet (nascut el 1996) és un nedador andorrà especialitzat en els 200 metres lliures.
A nivell internacional debutà als Jocs dels Petits Estats d'Europa de 2013, celebrats a Luxemburg, per a competir en les proves de 200, 400 i 1500 m. lliures, 200 m. esquena i 400 m. estils. En cap d'elles aconseguí medalla per a la delegació andorra tot i haver obtingut quarts i cinquens llocs.
Al Campionat del Món Júnior de natació de 2013, celebrat a Poznań (Polònia), participà en els 800 metres lliures quedant en última posició (28a) amb un temps de 8:46.78.
Al Campionat del Món de natació de 2013, celebrat a Barcelona, es classificà per a disputar la prova de 200 metres lliures. Arias va quedar eliminat a la fase preliminar quedant en 60è lloc d'un total de 69 amb un temps de 2:00.44, fixant així un nou rècord personal rebaixant 8 dècimes la marca anterior.